# Kalman Konya
Kalman Konya (* 27. Oktober 1961 in Zürich) ist ein ehemaliger deutscher Leichtathlet.

## Leben
Konya, ungarischer Abstammung, gehörte von 1987 bis 1991 zur bundesdeutschen Kugelstoßspitze. Bei den Deutschen Meisterschaften 1987 wurde er Dritter, 1988 Vierter, 1989 wurde er Vizemeister und 1990 gewann er die Deutsche Meisterschaft. Bei den ersten Gesamtdeutschen Meisterschaften 1991 landete er hinter Oliver-Sven Buder und Ulf Timmermann (beide DDR) auf dem dritten Platz.
Bei der Universiade 1989 in Duisburg gewann Konya die Bronzemedaille. Bei den Halleneuropameisterschaften 1990 wurde er Vierter. Bei den Freiluft-Europameisterschaften im selben Jahr in Split landete er auf dem neunten Platz. Konya nahm auch an den Weltmeisterschaften 1991 teil, kam aber nicht über die Qualifikation hinaus.
1987/1988 nahm Konya, wie auch Werner Günthör und Claus-Dieter Föhrenbach, an einer Anabolika-Studie an der Universität Heidelberg teil, bei der ihm die sportrechtlich verbotene Substanz gespritzt wurde. 1992 war Konya für die Olympischen Spiele nominiert und war auch bereits in Barcelona. Wegen eines verpassten Dopingtests wurde er jedoch vom NOK Deutschland ausgeschlossen. Nachdem Konya jegliche Anabolikaeinnahme bestritten hatte, musste er sich in Sinsheim vor Gericht verantworten. Wegen Meineids wurde er zu neun Monaten verurteilt.

## Bestleistungen
- Kugelstoßen: 20,55 m, 25. Juli 1993 in Rüdlingen
  - Kugelstoßen (Halle): 19,63 m, 3. März 1990 in Glasgow